# Darrin Bell
Darrin Bell (né le 27 janvier 1975) est un dessinateur de presse et auteur de bande dessinée américain. lauréat du prix Pulitzer, connu pour ses bandes dessinées Candorville et Rudy Park. Il est dessinateur publié chez King Features (ses dessins de presse étaient auparavant publiés par le Washington Post Writers Group)'.
Actif depuis 1993 et sa première année d'études supérieure, créateur des comic strip Rudy Park (en) (2001-2018) et Candorville (en) (depuis 2003), Bell est le premier Afro-Américain à avoir deux bandes éditées publié au niveau national et à recevoir le prestigieux prix Pulitzer du dessin de presse en 2019,. Il est également artiste de storyboard. Bell aborde des questions telles que les droits civiques, la culture pop, la famille, la science-fiction, la sagesse scripturale et la philosophie nihiliste, tout en confiant souvent à ses personnages des rôles qui leur sont traditionnellement refusés.

## Biographie
Bell, issu d'un père noir et d'une mère juive, est né à Los Angeles, en Californie. Il a commencé à dessiner à l'âge de trois ans. Il a étudié à l'université de Californie à Berkeley, où il a obtenu une licence en sciences politiques en 1999. Pendant ses études, Bell est devenu le dessinateur éditorial du Daily Californian. Sa carrière de dessinateur éditorial indépendant a débuté en 1995, à l'âge de 20 ans. Sa première vente a été faite au Los Angeles Times, qui lui a ensuite confié une caricature toutes les deux semaines. Bell a également vendu ses dessins au San Francisco Chronicle et aux anciens journaux du BANG (Bay Area News Group), dont l'Oakland Tribune.
La bande dessinée Candorville de Bell, lancée en septembre 2003 par le Washington Post Writers Group, met en scène de jeunes personnages noirs et latinos vivant dans les quartiers défavorisés. Par le biais de l'humour, Candorville présente des commentaires sociaux et politiques ainsi que les histoires de ses protagonistes. Candorville est née d'une bande dessinée intitulée Lemont Brown, qui a été publiée dans le journal étudiant de l'université de Berkeley, The Daily Californian, de 1993 à 2003. C'est la bande dessinée qui a eu la plus longue durée de vie dans ce journal. Candorville apparaît dans plus de 100 journaux américains.
Bell a également dessiné Rudy Park, une bande dessinée publiée créée par Theron Heir et Bell et distribuée par United Features Syndicate puis par The Washington Post Writers Group. Theron Heir, alias Matt Richtel, a écrit la bande de 2001 à 2012, date à laquelle il a annoncé qu'il prenait une année sabbatique pour se consacrer à d'autres projets Bell a alors repris les fonctions d'écriture et d'illustration de la bande, qui a mis fin à la syndication imprimée en juin 2018, bien qu'elle continue de paraître sporadiquement (maintenant distribuée par Counterpoint Media).
En 2023, Bell a écrit et dessiné le roman graphique autobiographique "The Talk"  (ISBN 978-1-250-80514-0), qui combine l'histoire de sa vie avec le prisme des droits civiques et de la question raciale aux Etats-Unis,,,,. . Devenu son premier ouvrage traduit en français, The Talk, connaît un fort succès critique,.

## Affaires judiciaires
Le 15 janvier 2025, il est arrêté et incarcéré dans le comté de Sacramento pour détention d'images pédopornographiques. Les autorités ont déclaré que les enquêteurs avaient trouvé 134 vidéos de pornographie juvénile liées à un compte détenu et contrôlé par Darrin, et a également trouvé de la pédopornographie générée par intelligence artificielle. Il a été incarcéré dans une prison du comté de Sacramento.

## Publications

### Traduit en français
Darrin Bell, The Talk, JULLIARD, 2023, 360 p. (ISBN 9782260056072)